# نيك كارتر (دراج)
نيك كارتر (بالإنجليزية: Nick Carter) هو دراج نيوزيلندي، ولد في 5 سبتمبر 1924 في مدينة نيلسون في نيوزيلندا، وتوفي في 23 نوفمبر 2003.

## وصلات خارجية
- نيك كارتر على موقع أرشيف الدراجات (الإنجليزية)
- نيك كارتر على موقع إحصائيات الدراجات الإحترافية (الإنجليزية)
- نيك كارتر على موقع أوليمبيديا (الإنجليزية)
- نيك كارتر على موقع اللجنة الأولمبية النيوزيلندية (الإنجليزية)